# Мирчетич, Богдан
Бо́гдан Мирче́тич (серб. Bogdan Mirčetić; род. 25 октября 2005, Зренянин, Воеводина) — сербский футболист, вингер клуба «Раднички» (Крагуевац).

## Клубная карьера
Мирчетич — воспитанник клуба «Партизан». В 2024 году игрок подписал контракт с «Раднички» из Крагуеваца. 19 июля в матче против «Железничара» из Панчево он дебютировал в сербской Суперлиге. 4 августа в поединке против «Радничков» из Ниша Богдан забил свой первый гол за «Раднички».